# Quốc ca Cộng hòa Khmer
Quốc ca của Cộng hòa Khmer (Tiếng Khmer: បទចំរៀង នៃ, Bâtchamrieng ney Sathéaranakrấth Khmer) là quốc ca của Cộng hòa Khmer từ năm 1970 đến năm 1975. Tác giả bài hát thường được cho là các nhóm sinh viên, do Hang Thun Hak dẫn đầu, tại Đại học Mỹ thuật Hoàng gia ở Phnom Penh, nhưng các nguồn học thuật nói rằng nó được viết và sáng tác bởi nhà hoạt động tu sĩ Phật giáo Khieu Chum, một học sinh của Hem Chieu. Bài hát được thông qua là quốc ca của Cộng hòa Khmer mới thành lập vào ngày 9 tháng 10 năm 1970 sau khi lật đổ chế độ quân chủ. Sau khi Cộng hòa kết thúc do chiến thắng của Khmer Đỏ năm 1975, bài hát đã không còn là quốc ca và được chính thức thay thế vào năm 1976 bởi quốc ca Khmer Đỏ "Dap Prampi Mesa Moha Chokchey".
"Quân thù" trong dòng thứ nhất của đoạn thứ ba liên quan đến cuộc tấn công Campuchia của Mặt trận dân tộc giải phóng Miền nam Việt Nam bắt đầu vào ngày 29 tháng 3 năm 1970, chỉ mười tám ngày sau cuộc đảo chính, theo yêu cầu của chỉ huy thứ hai của Khmer Đỏ, Nuon Chea, và đã hoàn toàn tràn ngập phía đông bắc Campuchia vào thời điểm Cộng hòa được tuyên bố là tháng Mười.

## Lời
| Tiếng Khmer | Latinh hoá | Tiếng Việt |
| --- | --- | --- |
| ជនជាតិខ្មែរ ល្បីពូកែមួយក្នុងលោក មានជ័យជោគ កសាងប្រាសាទសិលា អារ្យធម៌ ខ្ពស់ប វរជាតិសាសនា កេរ្តិ៍ដូនតាទុកលើភពផែនដី។ ខ្មែរក្រោកឡើង តស៊ូដម្កើងសាធារណរដ្ឋ ខ្មាំងរំលោភ ខ្មែរប្រយុទ្ធ មិនតក់ស្លុត យកជ័យបំផុតជូនជាតិខេមរា ឯករាជ្យភ្លឺថ្លាជាមហាប្រទេសតទៅ។ | Chun cheat Khmer lbey pouke muoy knong lok, Mean chey chok ksang prasat sela. Arythor khpous bovor cheat sasna, Kerti daunta touk leur phop phaen dey. Khmer kraok laeng! Taosu dam kaeng sathearanakrath! Khmang rom loap, Khmer prayut, Min tark slot, Yok chey bamphot chun cheat Khemara. Ekareach phlu thla chea moha prateh ta tov. | Người Khmer chúng ta kiêu hùng vang danh thế gian Những chiến công lẫy lừng, những ngôi đền chùa đá Nền văn minh tôn giáo cao thượng Ơn đời trước ở trên cao giữ bình yên cho chúng ta Người Khmer hỡi, vùng lên! Người Khmer hỡi, vùng lên Người Khmer hỡi, vùng lên! Đứng lên bảo vệ nền cộng hoà! Quân thù đang rắp tâm xâm lược Tổ quốc ta, Đừng sợ hãi Cùng đem chiến thắng về cho dân tộc Khmer Độc lập sẽ cho ta một Tổ quốc giàu mạnh hơn! |